# Crescent (bicicleta)
Crescent és un antic fabricant de bicicletes suec amb seu a Varberg (Halland), on té també un museu de bicicletes. L'empresa original, Aktiebolaget Amerikansk Cycle Import, fou fundada el 1897 per Eli Pettersson i August Lindblad a Estocolm i va començar a produir bicicletes amb aquesta marca el 1908. Després de diverses fusions, les Crescent es van passar a fabricar a Varberg. Durant la dècada del 1950, l'empresa va produir també ciclomotors, motors forabord i màquines tallagespa. Al llarg dels anys, amb la marca Crescent es van produir també tractors de jardí, conreadors, motors de vaixells, embarcacions, motos de neu, ràdios i, des del 2007, cotxets i productes per a nadons.
A finals de la dècada del 1990, l'empresa passà a formar part del grup Cycleurope, un conglomerat de marques de bicicleta de propietat sueca que inclou Crescent, Monark, Bianchi, Gitane, la divisió de bicicletes de Peugeot i la noruega DBS (es tracta del grup més gran del sector a escala europea).

## Història

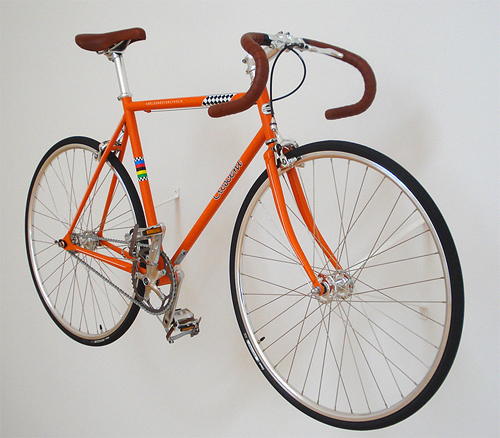
Bicicleta Crescent del 2011, amb el típic color carbassa de la marca

Crescent té les seves arrels a Chicago, EUA, on l'empresa Western Wheel Works fabricava bicicletes amb aquesta marca a finals del segle XIX (el 1894 en va produir 50.000). Al tombant de segle, l'Amerikansk Cycle Import de Pettersson i Lindblad va començar a importar les Crescent americanes a Suècia i, cap al 1908, va començar a fabricar ella mateixa les bicicletes que venia amb aquesta marca. Aquell any, Eli Pettersson abandonà la societat i l'empresa passà a anomenar-se Velocipedaktiebolaget. L'èxit de la marca Crescent en diverses competicions ciclistes va establir les bases d'una creixent popularitat.
El 1931, la Velocipedaktiebolaget d'August Lindblad es va fusionar amb AB Nymans Verkstäder, el fabricant de les conegudes bicicletes Hermes d'Uppsala, i la producció de les Crescent es va traslladar d'Estocolm a aquesta altra localitat. Les característiques bicicletes de color carbassa Crescent es van estrenar en competicions ciclistes a mitjan dècada del 1930.
El 1933, AB Nymans Verkstäder va absorbir l'Östergötlands Velocipedfabrik AB de Linköping (fabricant de les bicicletes Vega) i el 1939, la Wiklunds Velocipedfabrik d'Estocolm (fabricant de les Nordstjernan). El 1947, la companyia va canviar el seu nom per Nymanbolagen i la popular Crescent va acabar convertint-se en la seva principal marca, ja que l'important negoci que generava la competició es concentrava en aquesta. El 1948, el suec Harry Snell va guanyar l'or al Campionat del món de ciclisme amb una Crescent i, des d'aleshores i durant anys, les bicicletes d'aquesta marca es van vendre com a "La bicicleta del Campió del Món".
El 1952, Nymanbolagen va començar a produir també ciclomotors Crescent, el 1954 va llançar els seus motors forabord i el 1957, tallagespes.

## Fusió amb Monark
El 1960, Nymanbolagen es fusionà amb AB Cykelfabriken Monark, una ampresa que havia fundat Birger Svensson a Varberg amb el nom de Svenska Cykeldepoten el 1908, el mateix any en què es començaren a fabricar les Crescent sueques. La marca de bicicletes Monark havia estat la més venuda a Europa pocs anys després de la seva creació. Al cap d'un parell d'anys de la fusió, el nom de l'empresa resultant es va canviar per Monark-Crescentbolagen (MCB) i, més tard, tota la producció es va traslladar a Varberg. Des d'aleshores, les marques Crescent i Monark es confonen ja que, de fet, passaren a ser les mateixes bicicletes però amb diferents colors i distintius. A finals de la dècada del 1970, la companyia va reservar la marca Crescent per a les bicicletes de màxima qualitat, mentre que Monark es convertí en una marca econòmica i ja no participà més en competicions ciclistes.
Després d'un acord comercial amb Husqvarna AB, el 1961 MCB es va fer càrrec de la producció de bicicletes i ciclomotors d'aquell grup. Més tard, la fabricació de les bicicletes es va reubicar a Varberg (la producció a la fàbrica d'Uppsala en va cessar el 12 de març de 1963). Durant la dècada del 1980, MCB va adquirir també la fàbrica de bicicletes AB Ch. Kroon de Vansbro (Dalarna). Durant la dècada següent, la creixent competència d'altres fabricants europeus i, més tard, asiàtics, va fer que la MCB de Varberg acabés dins de Cycleurope, tot i que el desenvolupament, la pintura i el muntatge de les bicicletes Crescent i Monark encara es gestionen a Varberg. La plantilla total de MCB, però, ha passat dels anteriors 2.000 treballadors als vora 100 actuals.

### Ciclomotors
Nymanbolagen havia iniciat la producció de ciclomotors després que s'aprovés un canvi en la legislació a partir de l'u de juliol de 1952. El 1961, ja fusionada amb Monark, l'empresa va produir amb èxit els models "2000" i "Crescent Compact", la producció dels quals es va transferir a Varberg. Cap al 1994, la producció de ciclomotors es va cedir a l'empresa Norsjö Mekaniska de Forshaga (Värmland).

### Vaixells
Crescent també fabrica vaixells des del 1957, quan va començar a fer-ho en col·laboració amb Monark com a empresa conjunta amb el nom de Cremo. Els vaixells es comercialitzen amb el nom de Crescent Boats.

## Motociclisme

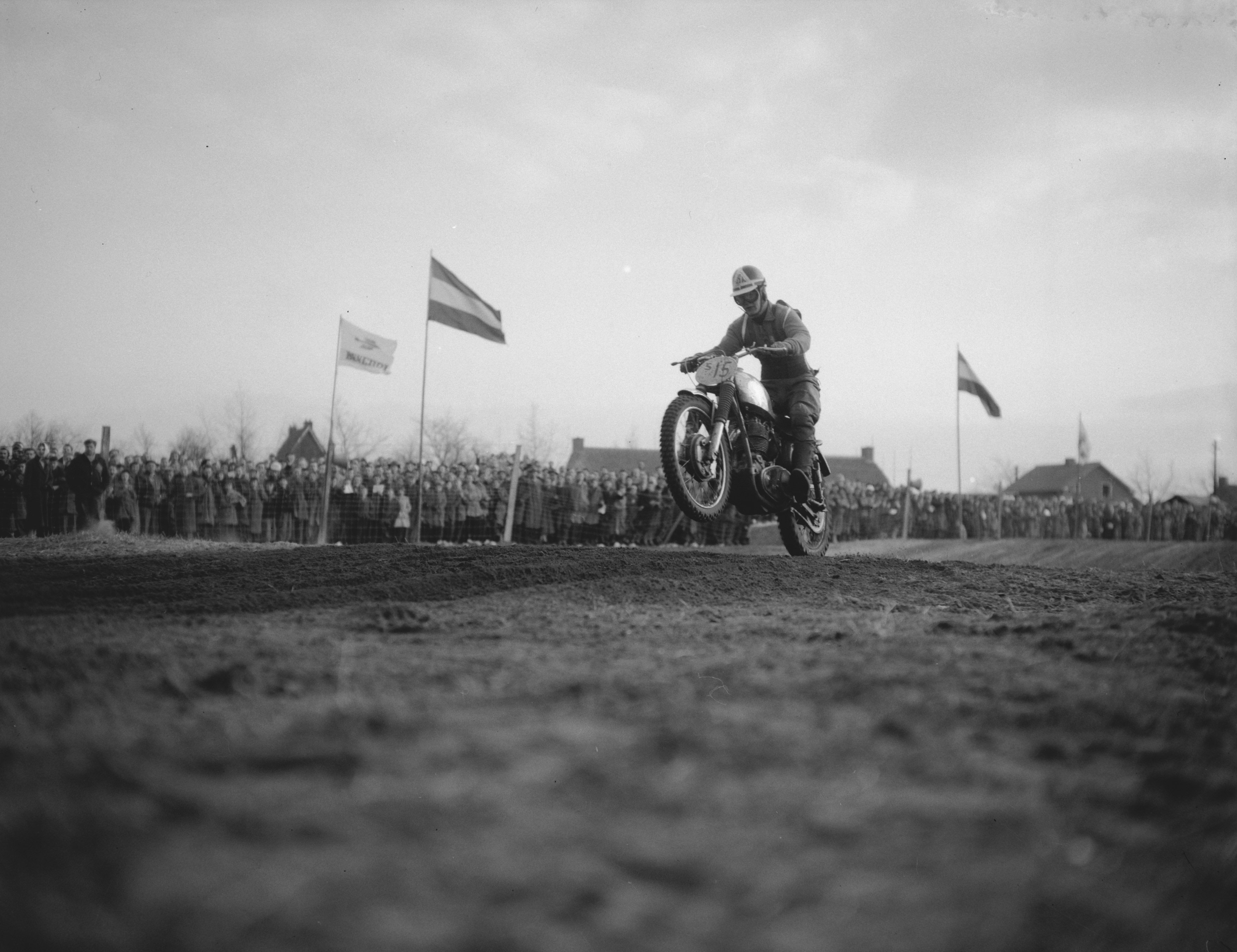
Bill Nilsson amb la Crescent-AJS al Motocross der Azen de 1958

Durant les dècades del 1950 i 1960, els motors forabord de dos temps Crescent es van fer servir sovint per a propulsar motocicletes d'altres fabricants en curses de velocitat: Monark, per exemple, en va crear models de 500cc. Diversos pilots particulars, entre ells Rudi Kurth, van equipar els seus sidecars amb motors Crescent. L'empresa va produir també motocicletes de 123 cc equipades amb motors Sachs i Franco-Morini parcialment modificats.
També en motocròs, la Crescent sueca va tenir cert protagonisme durant l'època gràcies a pilots del nivell de Bill Nilsson i Gunnar Johansson, els quals van pilotar amb èxit al Campionat del Món motocicletes d'aquesta marca entre el 1957 i el 1959. Les seves motos, però, de Crescent només en tenien el nom, ja que en realitat eren prototips desenvolupats i construïts per aquests dos pilots, només que amb el patrocini econòmic de l'empresa sueca. La iniciativa va partir de Nilsson, quan, tot i haver equipat la seva moto per a la temporada de 1957 amb un motor AJS, no va aconseguir suport econòmic de la fàbrica anglesa. En cerca de finançament, Nilsson en va demanar a la Nymanbolagen i aquesta l'hi va concedir a canvi que la seva moto lluïs el nom de "Crescent". Aquell any, Nilsson guanyà el primer Campionat del món de motocròs de la història amb la seva Crescent-AJS i els dos anys següents, aconseguí sengles subcampionats mundials. Johansson, per la seva banda, va pilotar el 1958 una Crescent-BSA i el 1959, una Crescent-AJS.